# きらきらフェスティバル

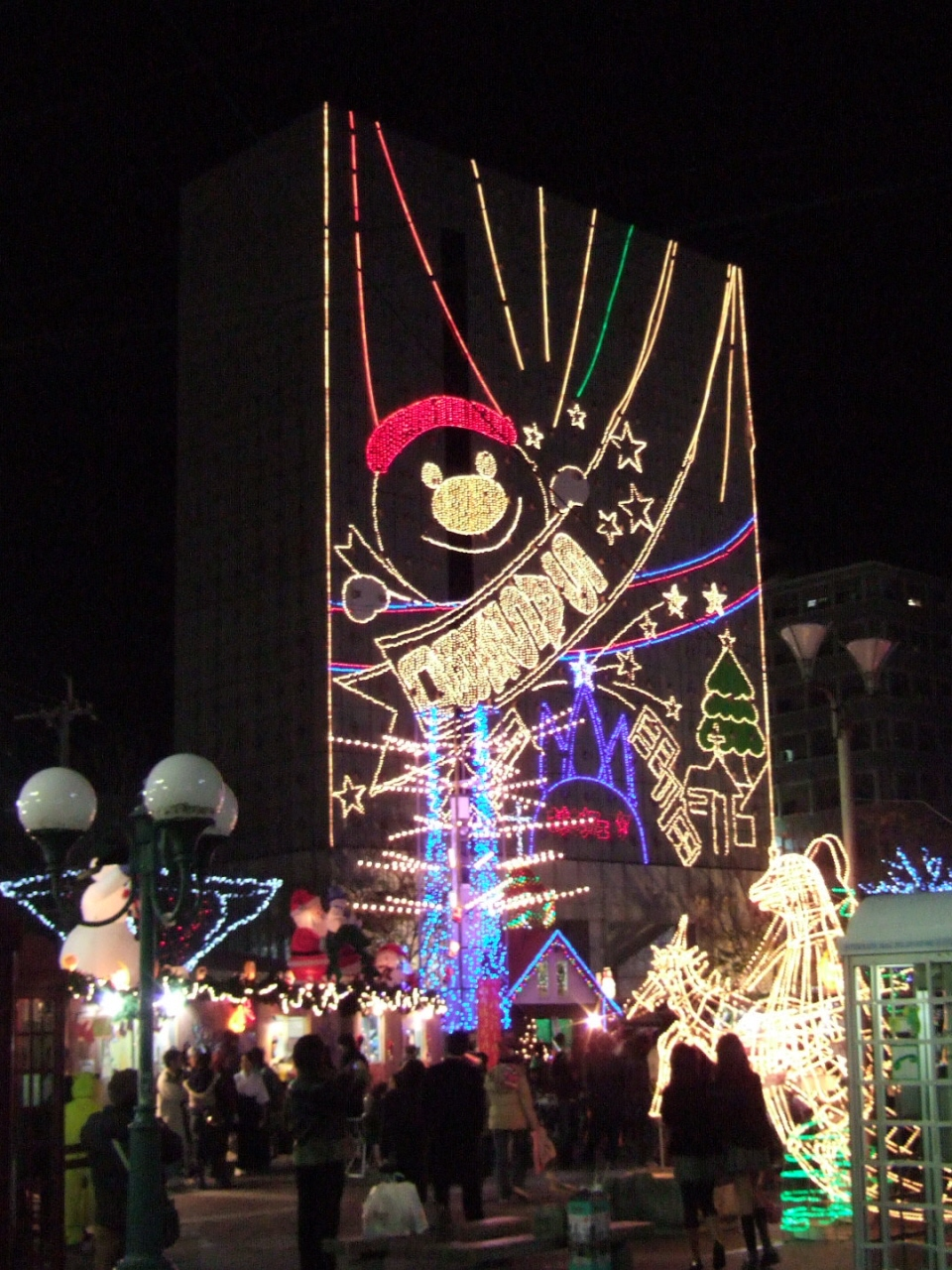
きらきらフェスティバル（島瀬公園にて、2006年）

きらきらフェスティバルは、長崎県佐世保市の中心市街地等において毎年11月の第3木曜日から12月末まで開催されるイルミネーションイベントである。
通称は「きらきらフェスタ」、「きらフェス」。

## 概要

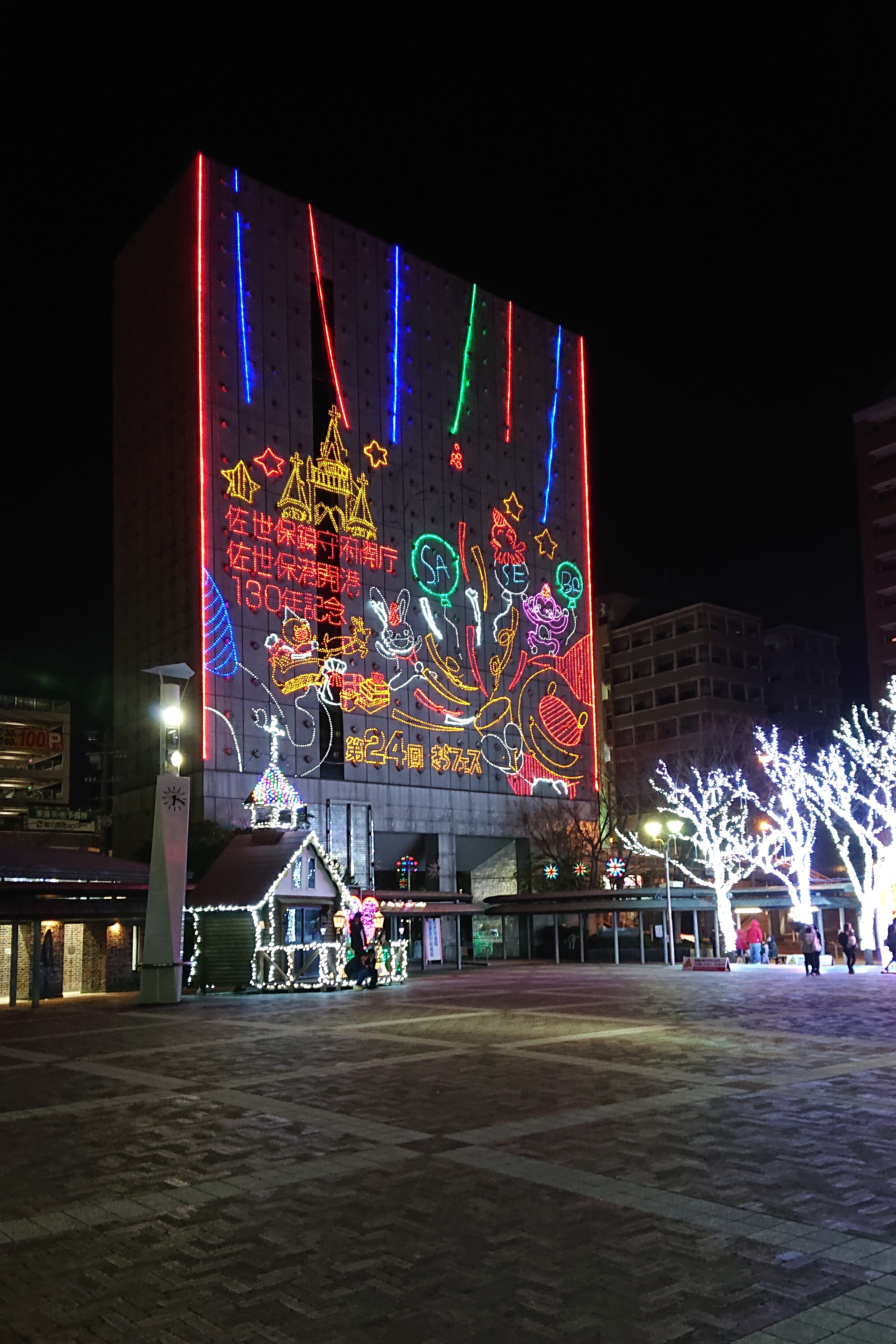
佐世保市博物館島瀬美術センターの壁面イルミネーション（長崎県佐世保市島瀬町 島瀬公園 2020年1月2日）

さるくシティ4○3（四ヶ町商店街、佐世保玉屋、三ヶ町商店街の総称）と隣接する島瀬公園を会場として開催されている。
1996年（平成8年）に翌年の市内最大規模の郊外型ショッピングセンターであるジャスコシティ大塔ショッピングセンターの開店を控える中で、「四ヶ町商店街」の若手経営者が中心となり「市中心街に賑わいを作り出すこと」を目的として始められたものである。
第1回の開催時から、「四ヶ町商店街」に隣接する「三ヶ町商店街」と「佐世保玉屋」にも協力を呼び掛けて、同額の資金提供を受けており、後の「さるくシティ4○3」の枠組みで開催している。
なお、最初の段階では四ヶ町商店街と三ヶ町商店街に加えて佐世保玉屋が同額ずつ資金を出し合ってイベントを開催することを決めただけであり、両商店街の間で佐世保玉屋に島瀬公園があることから、そこを会場として行うことが最初に決まっている。
その後、神戸ルミナリエを参考にしてイルミネーションを行うことになり、「まちをきらきらさせる」ことから名称が決まっている。
イルミネーションがクリスマスによく用いられることから、サンタクロースを用いることになってサンタクロース郵便局の構想が生まれ、そこからログハウス、教会と着想が展開されていった。
しかし、こうした発想の展開が広がったことで経費が当初構想の600万円を大きく上回る約1000万円と見込まれるようになってしまった。
この資金不足を埋めるため、パンフレットを作成してその広告として協賛を集めたほか、参加者の名前をイルミネーションの場所に掲げると共に記念バッジを配布する形で一般市民から一口1,000円で市民応援団を募ることになり、結果的に開催自体も市民参加型となった。
もともと年末年始の時期に初売り以外に大きなイベントがなかったこともあり、この時期の風物詩として定着している。
なお、イルミネーションは会期終了後も翌年1月上旬頃まで点灯されている。

## 会期中のイベント
会期中にはイルミネーションなどを生かしたイベントが毎週末開催されている。
主なイベントは下記の通りである。
- 点灯式

初日。佐世保市消防局の音楽隊が演奏をしながら街をパレードした後、ファンファーレと共に点灯する。
- きらきらチャリティ大パーティ

直線距離では日本最長とされる長さ約968mの「さるくシティ4○3」のアーケードを活用し、ギネスブックへの掲載を狙う世界一長いパーティーである。
参加者は、2012年（平成24年）は約4,000人、2013年（平成25年）は約5,500人。
会議用のテーブルに乾杯用のビールやワイン、ジュースだけが用意されており、参加者が食べ物や飲み物を持ち込める。花の代わりにイルミネーションを見ながら行う花見のような形である。
- きらきらウェディング

佐世保市長立会いのもと行われる人前結婚式。イルミネーションの下で市民皆でお祝いする公開型の結婚式で、全国から公募したカップルが式を挙げている。
- サンタクロース大集合

サンタクロースの衣装を着て集まった参加者の中から大賞を選ぶイベントで、開催時には多くのサンタクロースが集まる形になる。
- キャンドルを灯そう

参加者がクリスマスツリーを蝋燭で作り、それに自分で火をつけるイベント。
- クリスマスの佐世保に雪が降る

島瀬公園に人工雪を積もらせた子供向け遊び場を作り、かまくらや雪の滑り台を用意すると共に、雪だるまづくりなどを楽しんでもらうイベント。
青森市の新町商店街から航空便で天然の雪も届けられる。
- クリスマスマルクト

透明テントで様々なクリスマスグッズなどを販売する。
佐世保バーガーやカキ等の店舗も出店する。
- サンタプレゼント

「さるくシティ4○3」で購入したプレゼントを青い目のサンタクロースが自宅まで届けてくれる。
- きらきらよさこい

きらきらチャリティ大パーティに合わせて開催。YOSAKOIさせぼ祭り出場チームの一部による演舞がある。
- きらきらミュージックフェア＆市民で歌う歓びの歌

12月の第2日曜日の佐世保市の合唱団発表会に合わせて開催し、発表会の後の時間帯に市内合唱団と市民による第九（歓喜の歌）の合唱が行われる。地元バンド等の演奏もある。
- TOMODACHI HUNTING

目印を付けた在日アメリカ軍の兵士が商店街におり、子供たちが彼らと英会話が出来た場合にカードがもらえ、それを集めるイベント。
- 島瀬牧場大ピクニック大会

島瀬公園のイルミネーションの下で参加者たちが自分たちで焼きながら楽しむのバーベキュー大会。

## 同時期に開催されるイベント

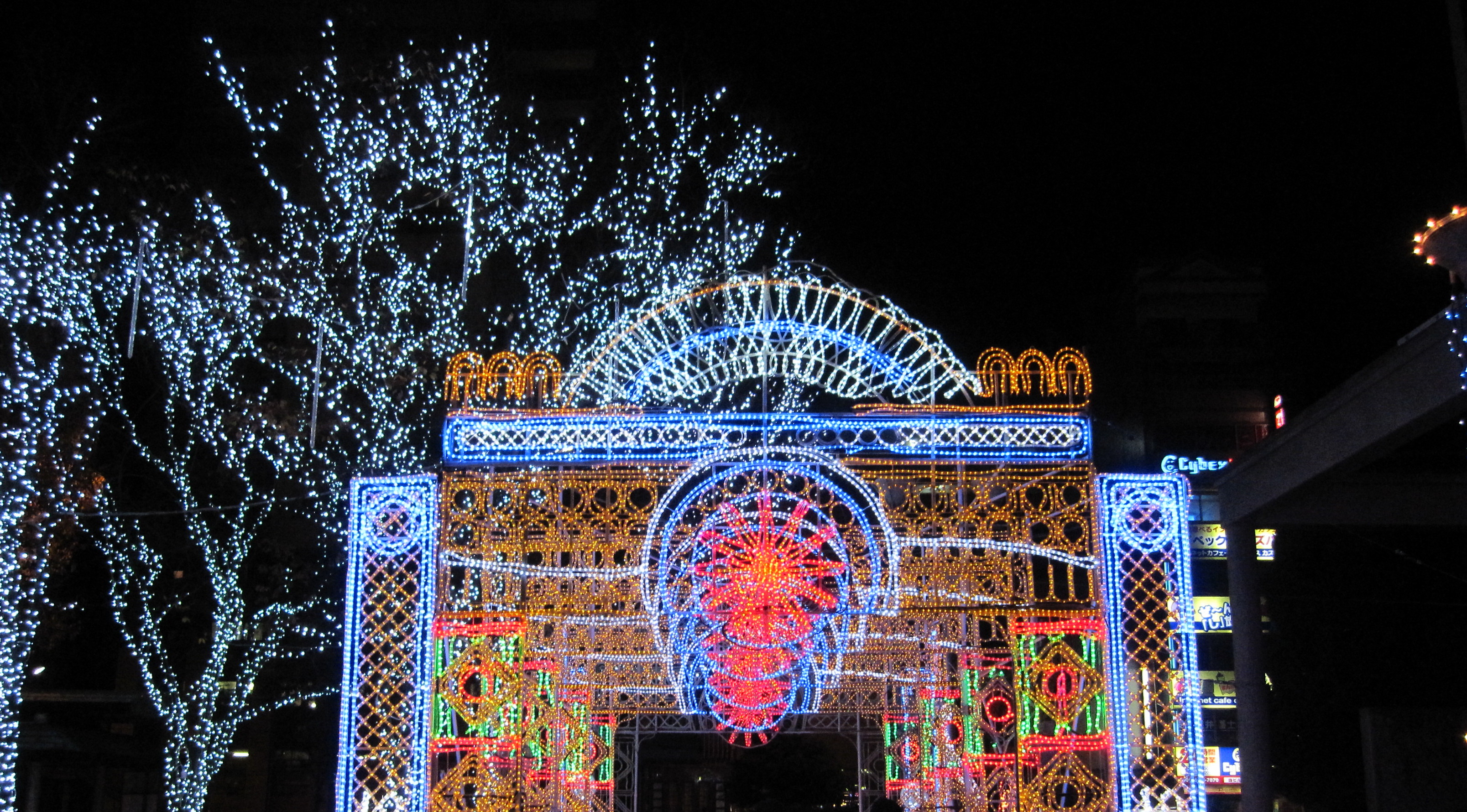
第15回きらきらフェスティバルinSASEBO

会場の「さるくシティ4○3」では、同時期に他にもイベントが開催される。
下記は主なものである。
- 九十九島かき食うカキ祭り

第三セクターの西海パールシーリゾートが主催。
炭火を入れたU字溝にの上に網を敷いて参加者が自分で九十九島のカキ焼いて食べるイベント。
観光客にも人気があり、観光バスが多数訪れる。

## 会場とアクセス
- 島瀬公園
- さるくシティ4○3
- 松浦公園
- 夜店公園
- 国道35号の佐世保駅〜四ヶ町商店街入口まで
- アルバカーキ橋
- 佐世保公園
- ニミッツパーク（米海軍佐世保基地内）
- 西海パールシーリゾート

メイン会場となる島瀬公園へは、西肥バス・させぼバスで「島瀬町」バス停下車か、松浦鉄道佐世保中央駅下車。